# Esnon
Esnon es una localidad y comuna francesa situada en la región de Borgoña, departamento de Yonne, en el distrito de Auxerre y cantón de Brienon-sur-Armançon.

## Demografía
| 319 | 327 | 380 | 414 | 494 | 450 | 522 | 484 | 471 | 491 | 472 | 452 | 443 | 433 | 449 | 436 | 399 | 357 | 386 | 344 | 328 | 349 | 345 | 344 | 335 | 311 | 270 | 227 | 241 | 268 | 360 | 338 | 374 |
| Para los censos de 1962 a 1999 la población legal corresponde a la población sin duplicidades (Fuente: INSEE [Consultar]) |     |     |     |     |     |     |     |     |     |     |     |     |     |     |     |     |     |     |     |     |     |     |     |     |     |     |     |     |     |     |     |     |